# Joséphine Koberwein
Pour les articles homonymes, voir Koberwein.
Joséphine Koberwein ou Youzia (Joséphine) Iossifovna Koberwein naquit à Biélaia Tserkov (ouiezd de Bely, gouvernement de Smolensk, Russie) le 12 mai 1825 et mourut à Nice (Alpes-Maritimes, France) le 23 février 1893. 

## Biographie
Officiellement, Josephine Koberwein est la fille de Iossif (Joseph) Vassiliévitch Koberwein, conseiller d'État affecté à la chancellerie privée de sa majesté et de Marianne Koberwein son épouse, née Marianne de Rutenskiöld. En fait, le père est le tsar Nicolas Ier de Russie.
Joséphine Koberwein épousa à Marseille (Bouches-du-Rhône, France : République française)  le 3 janvier 1849 le célèbre peintre niçois Joseph Fricero.
Joséphine Koberwein fut peintre comme son mari.